# WR 20a
WR 20a는 웨스터룬드 2 성단의 중심별이다. WR 20a는 불안정한 울프-레이에별 둘로 이루어진 쌍성계이며, 그 질량이 정확히 밝혀진 쌍성들 중 가장 질량이 큰 계(系)이기도 하다.
2004년의 연구를 통해 WR 20a가 분광쌍성이자 식쌍성임을 밝혀냈다. 변광 주기는 약 3.686일에 궤도 경사각은 74.5 ± 2도였다.
두 별은 항성 진화의 끝에 이른 존재로, 외부 대기를 우주 공간으로 방출하고 있으며 두 별이 서로의 질량을 교환하기도 한다. 둘은 백만 년 이내 초신성 폭발을 일으킬 것이다.

## 같이 보기
- 질량이 큰 항성 목록

## 참고 문헌
1. ↑  A. Z. Bonanos; K. Z. Stanek, A. Udalski, L. Wyrzykowski, K. Zebrun, M. Kubiak, M. K. Szymanski, O. Szewczyk, G. Pietrzynski, I. Soszynski (2004년 5월 18일). “WR 20a is an Eclipsing Binary: Accurate Determination of Parameters for an Extremely Massive Wolf-Rayet System”. 《Astrophys》 611: L33-L36.
2. ↑  WR 20a. umk.de/astronomie. 2009-07-24 확인.